# 拉旺坎热
拉旺坎热（法語：Lavans-Quingey，法語發音：[lavɑ̃ kɛ̃ʒɛ]）是法国杜省的一个市镇，属于贝桑松区。

## 地理
拉旺坎热（47°5'20"N, 5°52'37"E）面积5.9 平方千米，位于法国勃艮第-弗朗什-孔泰大區杜省，该省份为法国东部内陆省份，北起上索恩省，西接汝拉省，东部及东南部与瑞士接壤，东北部与贝尔福地区省接壤。
与拉旺坎热接壤的市镇（或旧市镇、城区）包括：坎热、帕朗蒂讷、佩桑。

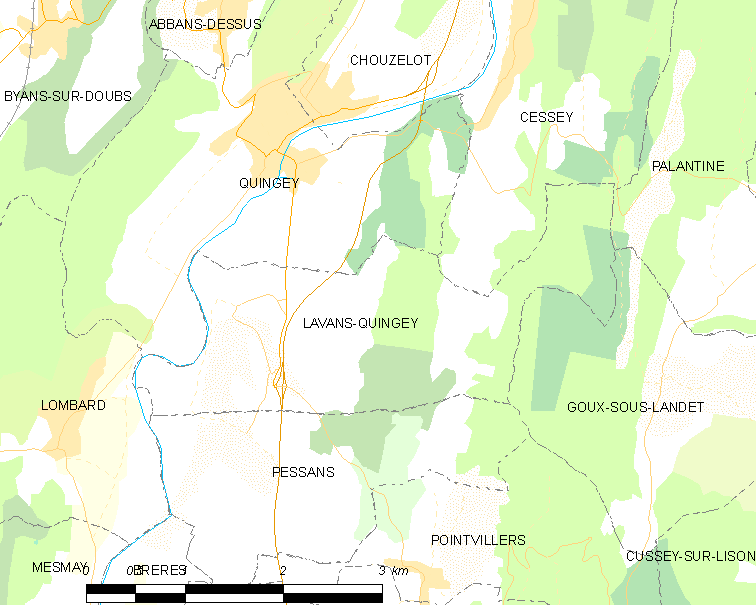
拉旺坎热的OSM定位图

拉旺坎热的时区为UTC+01:00、UTC+02:00（夏令时）。

## 行政
拉旺坎热的邮政编码为25440，INSEE市镇编码为25330。

## 政治
拉旺坎热所属的省级选区为圣维特县。

## 人口

1962-2008年间拉旺坎热人口变化图示

拉旺坎热于2022年1月1日时的人口数量为182人。